# École nationale supérieure polytechnique de Yaoundé

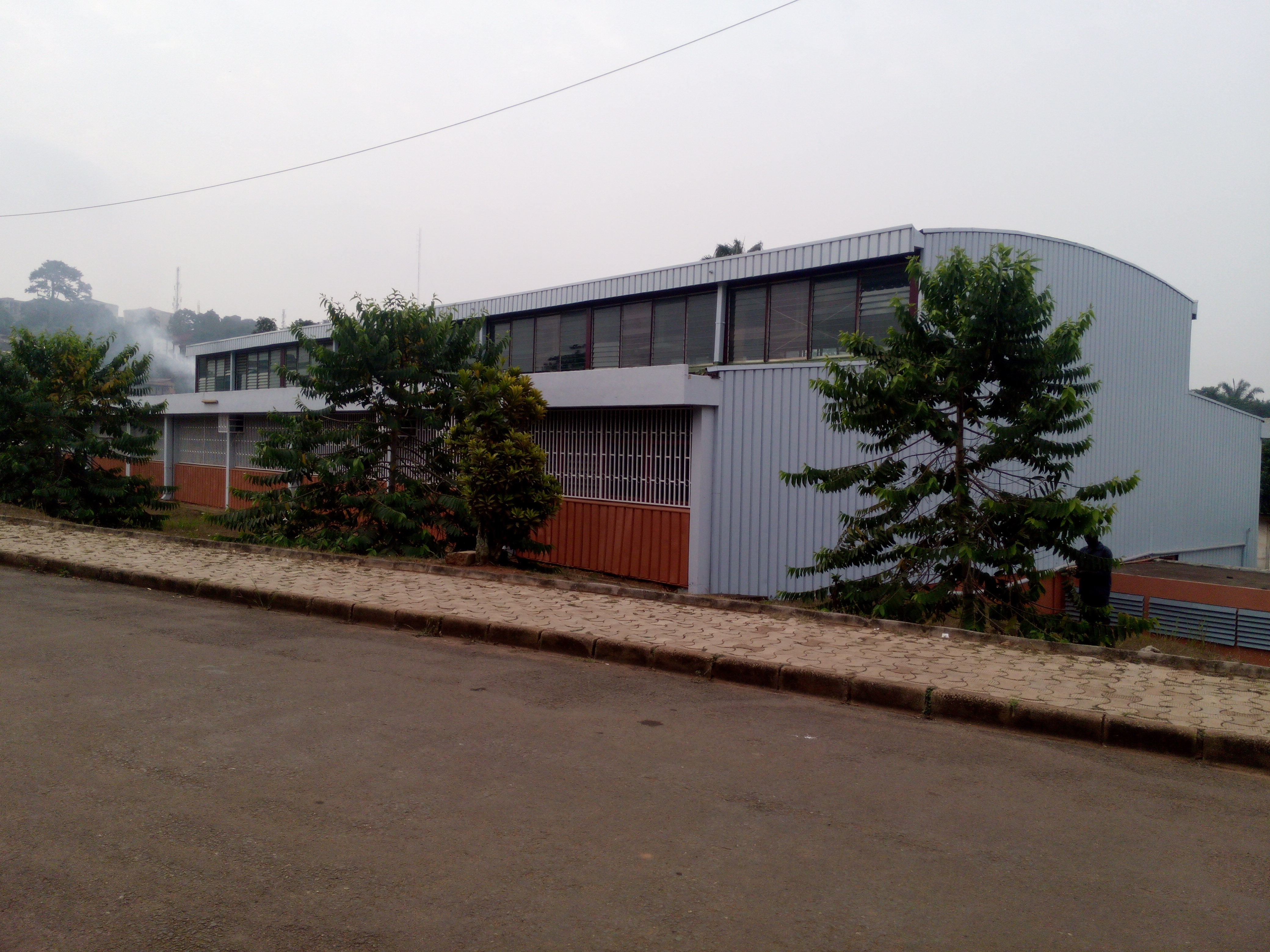
Laboratoire de Génie Mécanique de l'ENSP-Yaounde-Cameroun.

Pour les articles homonymes, voir École polytechnique.
L'École nationale supérieure polytechnique de Yaoundé (en abrégé ENSPY) est fondée le 4 juin 1971 avec pour objectifs de former des ingénieurs et de renforcer la recherche pour l'émergence du Cameroun. Elle est une composante de l’université de Yaoundé I. Située dans le quartier Ngoa Ekelle, elle assure la formation d'ingénieurs de conception. En 2015, elle avait formé plus de 3 300 ingénieurs.

## Présentation
À l'origine elle formait des ingénieurs de travaux (bac +3) et des ingénieurs de conception (bac +5), par la suite elle ne forme plus que des ingénieurs de conception dans les filières suivantes : génie informatique, génie civil (bâtiment et travaux publics, génie urbain), génie électrique, génie industriel, ingénierie financière et actuariat,  génie télécommunications, génie mécanique,  le génie météorologique et la mécatronique.
Les diplômés de cette École exercent partout dans le monde et poursuivent des carrières d'ingénieurs aussi bien aux États-Unis, au Canada, en France,au japon en Angleterre, en Australie, que dans la plupart des pays africains[réf. souhaitée]. Dans les années qui suivront, il est prévu d'installer sur le site de l'école polytechnique une zone franche universitaire.
L'école est membre du réseau d'excellence des sciences de l'ingénieur de la francophonie.

## Enseignement et recherche

### Formations

#### Cycle ingénieur
Elle forme des ingénieurs de conception dans les filières suivantes : génie civil (bâtiment et travaux publics, génie urbain), génie informatique, génie électrique, génie industriel, génie télécommunications et génie mécanique.
L'école compte depuis sa reforme au système LMD (License, Master, Doctorat)  5 départements à savoir : Département de Mathématiques et Physiques, Génie Mécanique et Industriel, Génie Civil, Génie Électrique et Télécommunication, Génie Informatique.
L'école comptait avoir 2008 des filières hydroélectrique, aéronautique et aérospatiale, biotechnologique et pétrochimique pour soutenir la demande forte du marché en ingénieurs.

En 2017, Une nouvelle filière qui semble ponctuelle (car n'a reçu qu'une seule phase ) qui est la filière de Météorologie qui n'a reçu que 15 étudiants ingénieurs.
L'école compte également ouvrir deux filières à part entière car les étudiants de ces nouvelles de passerons pas par le traditionnel département des mathématiques et des sciences à partir de la rentrée de Septembre 2018. Il s'agit des filières  Art Numérique et Humanité Numérique donc on sait encore très peu du contenu de son enseignement. Et ces filières vont également accueillir des bacheliers de série littéraire. Une première fois de puis sa création.

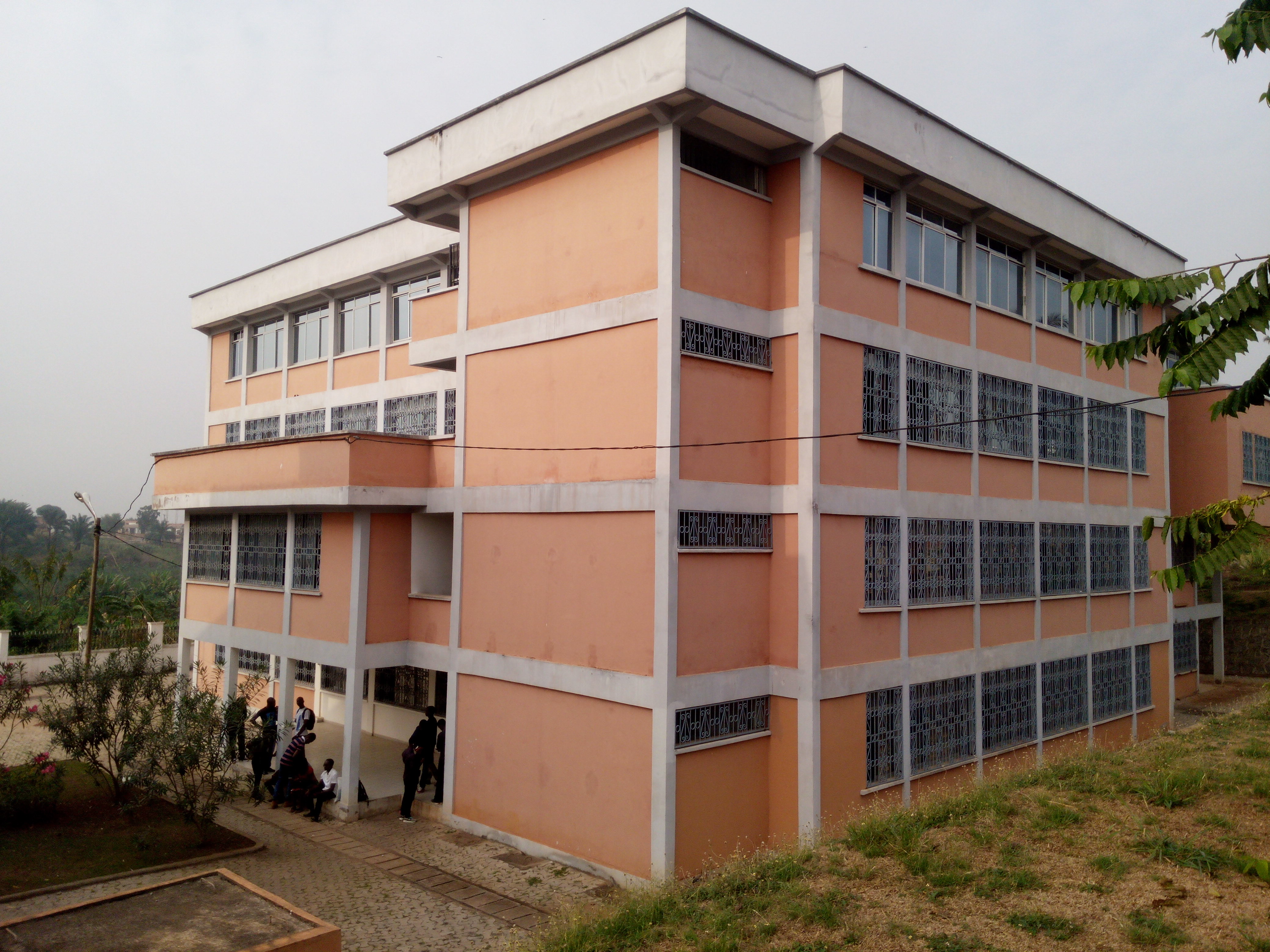
Batiment de salle de cours à Polytechnique Yaoundé

#### Cycle master et doctoral
L'école compte en son sein le centre d’excellence africain en technologies de l’information et de la communication est un centre de formation et de recherche créé par le gouvernement camerounais avec le soutien de la Banque mondiale, au sein de l’École nationale supérieure polytechnique de l’université de Yaoundé I.

##### Programmes de master et doctorat offerts en 2014/2015
Informatique et Télécommunications avec 3 parcours: Génie Logiciel, Management des Systèmes d’Information, Réseaux et Télécommunications. Modélisation Mathématique et Calcul Scientifique avec quatre parcours : Mathématiques Industrielles, Modélisation Mathématique du Transport de l’Information, Modélisation Mathématique du Vivant, Modélisation Mathématique de l’Économie et de la Finance. Mécatronique avec un seul parcours : Systèmes Électroniques Embarqués.
D'autres programmes seront créés dans les institutions partenaires en 2015/2016. Dans chaque filière de Master, le semestre 1 est un tronc commun, le semestre 2 se termine par un stage obligatoire de 2 mois et le semestre 4 est consacré a un stage de 6 mois avec rédaction d’un mémoire.
La première année de doctorat comporte deux semestres de cours et séminaires de spécialité et de méthodologie de recherche avec évaluation à la fin du second semestre.
L’excellence pédagogique se traduit par des procédures d’évaluation et d’amélioration constante de la qualité, avec en perspective la certification internationale des programmes de formation.
Le CETIC développe une politique d’accueil et de formation à la pédagogie pour les jeunes enseignants. En plus des enseignants seniors, les étudiants bénéficient d’un encadrement de proximité par des Post-Doctorants et des Tuteurs (Doctorants finissants).

#### Activités de recherche
L'école compte de quatre grands laboratoires parmi lesquels le C.U.R.E.S (Centre universitaire de recherche sur l'énergie pour la santé) qui est un centre focalisé sur le renforcement des systèmes de santé primaire des pays du Sud par un approvisionnement électrique fiable et durable, ainsi que par des équipements adaptés au contexte.
Le laboratoire de génie civil effectue de nombreux essais et recherche pour promouvoir le développement et la lutte contre la pauvreté notamment en favorisant la conception et la production d'équipements technologiques précisément dans les domaines des technologies de l'information et de la communication, la conception des centrales électriques, et l'utilisation des matériaux locaux pour la conception des antennes (antennes en bois).

### Relations extérieures
L'École nationale supérieure polytechnique de Yaoundé compte dans en son sein le Technipole. Le centre incubateur « Polytech Entrepreneurship Academy » ou Technipole est une structure dédiée au développement économique et à l’aide à la création des entreprises, viables et pérennes.
Sa mission est de cultiver la croissance et le développement de petites entreprises grâce à un soutien personnalisé, un mentorat qui répond aux attentes de jeunes entrepreneurs, des séminaires et workshops de qualité internationale.
Le but est de favoriser la création de PME, faciliter l’accès à de partenaires tant locaux qu’internationaux et apporter un accompagnement adéquat dans l’accès au capital, outil nécessaire pour le lancement de leurs activités et pour assurer leur croissance une fois incubés.

## Admission
L'admission à l'ENSPY se fait uniquement par voie de concours. Elle peut se faire en première année sous Baccalauréat scientifique ou en troisième année sous Licence scientifique. Les places sont limitées à 300 pour l'entrée en première année et l'entrée en troisième . Le concours  se déroule généralement au mois de juillet. L'entrée en première année se fait en deux épreuves de mathématiques et deux épreuves de physique d'égal coefficient à l'heure où ces lignes sont écrites. Celle en troisième année se fait en Mathématiques, Physique et Informatique. Il faut noter que le programme de concours de première année est celui des classes de seconde, première et terminale des lycées d'enseignement secondaire de série C( Sciences mathématiques) du Cameroun.

## Personnalités liées

### Anciens étudiants
- Gabriel Mbairobe, ingénieur et homme politique
- Perrial Jean Nyodog, chef d'entreprise
- Arthur Zang, inventeur
- Borel Taguia Kana, entrepreneur